# Kainov znak (1970.)
Kainov znak je hrvatski televizijski kriminalističko-dramski film iz 1970. godine, redatelja Ivana Hetricha i scenarij Fedora Vidasa Film se premijerno prikazao 16. studenoga 1970. na Televiziji Zagreb.
Dana 2. listopada 2024. nakon 40 godina ponovo je prikazan na Trećem programu HRT-a.

## Radnja
Radnja se odvija u Zagrebu, gdje dolazi do oružane pljačke koja rezultira ubojstvom. Ovaj događaj pokreće zaplet oko neobičnog odnosa između uglednog političara Petra i mladog bonvivana Milana, koji je poslovno povezan s opljačkanom kompanijom. Njihov odnos biva sve složeniji, dok se posljedice pljačke šire i utječu na živote svih uključenih.

## Glumačka postava
- Rade Šerbedžija kao Milan
- Tonko Lonza kao Petar Filipović
- Hermina Pipinić kao Dora
- Izet Hajdarhodžić kao policijski inspektor
- Dragan Milivojević kao policijski inspektor Knežević
- Borivoj Šembera kao Viktor Kos "Svileni"
- Jovan Ličina kao Feri
- Jurica Dijaković
- Tatjana Beljakova kao Milanova ljubavnica
- Nada Klašterka kao Nada
- Jelena Grujić
- Zlatko Crnković kao Ivan
- Dževad Alibegović